# Baška (okres Košice-okolí)
Baška je obec na Slovensku v okrese Košice-okolí. První písemná zmínka o obci pochází z roku 1247. Žije zde 797 obyvatel.

## Historie
Obec Baška je původně uliční skupinová vesnice, která byla postavena kolem silnice vedoucí z Košic do obcí ve Slovenském rudohoří a později kolem nových ulic. Nálezy na katastru obce dokládá osídlení v době kamenné a starší době železné.
Nejstarší písemná zmínka o osadě pochází z roku 1247, kde je uvedena jako terra Pousa a později jako Bosk. V roce 1322 byla ve vlastnictví zemanů Dominika a Jána, v první třetině 15. století patřila Frankovi ze Šemše a od roku 1447 přešla do majetku Košic. Zanedlouho patřila do dřevařsko-báňského podnikatelského zázemí Košic. V roce 1559  v obci žilo šestnáct rodin, v roce 1828 měla dvacet sedm domů a 198 obyvatel. I když v obci žili i němečtí přistěhovalci, v 18. století se zde mluvilo česky. V 19. století postihl obec velký požár, který zničil téměř všechny domy.

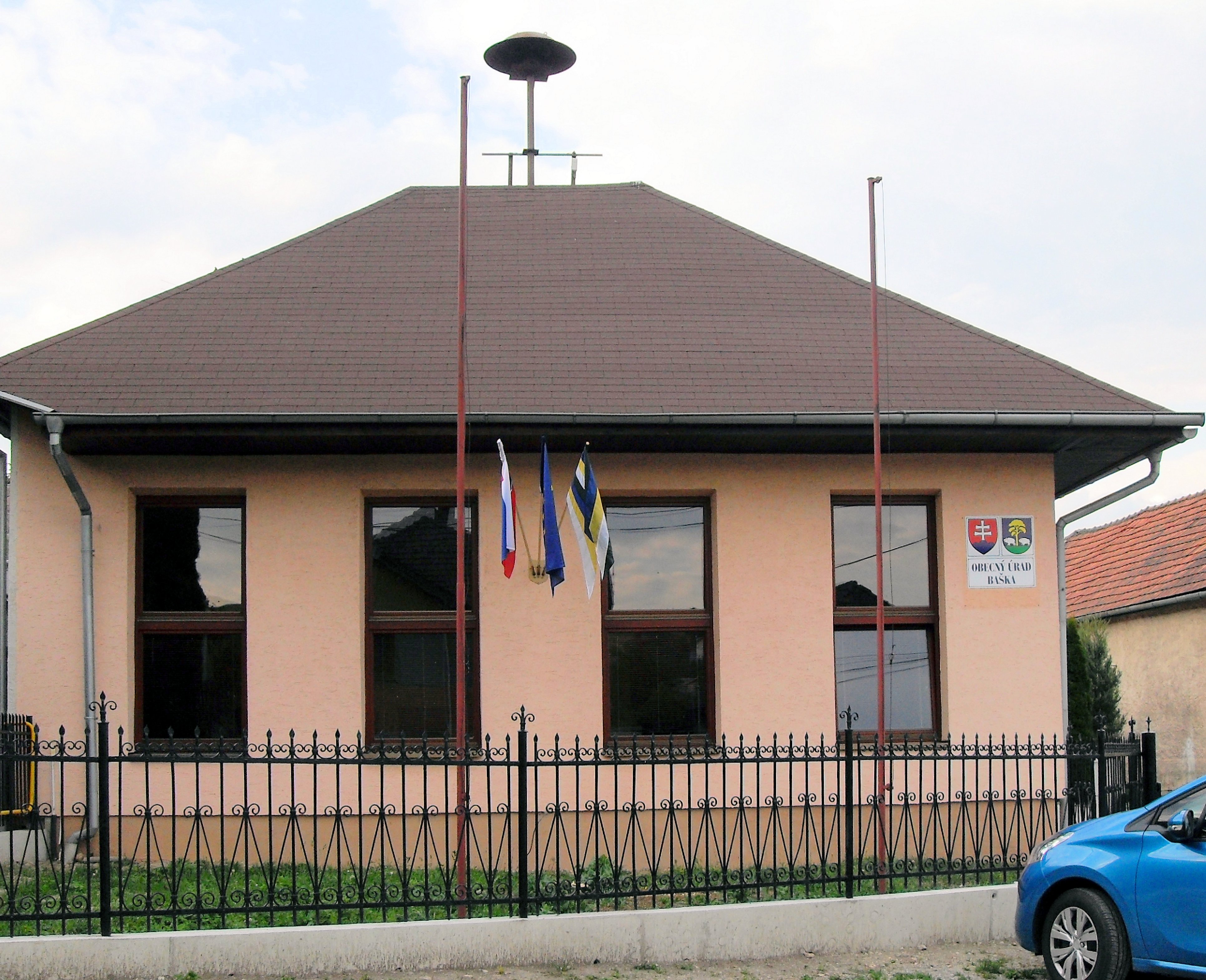
Obecní úřad

Jednotřídní škola byla otevřena v roce 1905, fungovala až do osmdesátých let 20. století, kdy byla zavřena. Dnes v rekonstruované budově sídlí obecní úřad. Učitelé organizovali kulturní život a vedli ochotnické divadlo, zachovaly se např. tradice svatebních obřadů. Po vzniku Československa bylo hlavní obživou zemědělství a práce v lese. Během druhé světové války v období 1938–1945 byla součástí Maďarska. Po válce byla obec elektrifikovaná, byl zaveden obecní rozhlas a v roce 1958 bylo založené zemědělské družstvo, v devadesátých letech 20. století přibyl dům smutku, hřiště a rozvod plynu, začala se výstavba kanalizace a vodovodu. V současnosti (2019) pracuje většina obyvatel v Košicích.

## Přírodní poměry
Obec leží v západní části Košické kotliny a na východním hřbetu Slovenského rudohoří, na jižním okraji Volovských vrchů. Území obce leží na plochém hřbetu mezi Myslavským potokem a potokem Ida a je tvořeno horninami paleozoika (jako jsou fylity, pískovce, křemence, břidlice, pásy křemenných porfyrů atd.).  Vyskytuje se zde hnědá lesní půda. Nadmořská výška se pohybuje v rozmezí 280 až 436 metrů, střed obce je ve výšce 350 m n. m. Okolí obce je odlesněné, lesní porost je na okrajích území na svazích Slovenského rudohoří, které je tvořeno převážně dubovým lesem. V jižní části obce pramení Baštianský potok. Celková rozloha území obce je 4,5027 km², z toho v roce 2020 připadalo 38 % na zemědělskou půdu. Celkové využití půdy (2020): 20 % orná půda,  a 55 % lesy. Obec sousedí:
|          | Nižný Klátov |         |
| Bukovec  |              | Myslava |
| Malá Ida | Lorinčík     |         |

## Památky
- Římskokatolický kostel svatého Štěpána Uherského, je jednolodní pozdně gotická stavba s půlkruhově ukončeným kněžištěm a představenou věží z roku 1811. Byl přestavěn po požáru v roce 1894. Interiér je zaklenut pruskou klenbou, kněžiště konchou. Nástěnné malby pocházejí od J. Smolka z roku 1928. Zařízení kostela pochází z doby jeho přestavby v roce 1894. Jediným starším prvkem je volný barokní obraz Nanebevzetí Panny Marie v rokokovém rámu z poloviny 18. století.[11] Fasády kostela jsou členěny lizénami. Půlkruhově ukončená okna mají šambrány s klenáky. Věž je ukončena jehlanovou střechou.